# Togo vasúti közlekedése
Togo vasúthálózata 568 km hosszú, mely 1000 mm-es nyomtávolsággal épült ki. Nemzeti vasúttársasága a Chemin de fer du Togo.
Két vasútvonala van, az egyik Lomé és Blitta között húzódik, ez elágazik Tsévié előtt Tabligbóig. A másik vasútvonal Kpémé-ből indul és kétfelé ágazik. Mindkét vasútvonal teherszállításra szolgál. Nemzetközi vasúti összeköttetése nincs.
A rövidebb, Togoville-ből, illetve Kpéméből induló vonal üzemeltetője a Société Nouvelle des Phosphates du Togo (SNPT).
A hosszabb, északi irányba haladó vonal üzemeltetője a Togo Rail S.A. .
Egyik vonal sincs villamosítva.

## Története

### Német időszak
Az első vasúti vonalat Lomé és Aného között között építették a németek, ennek hossza 44 km volt. 1905-ben kezdték használni.
A második vonalat 1907. január 27-én nyitották meg, II. Vilmos német császár születésnapján. Ennek hosszúsága 119 km, Lomé és Kpalimé között húzódik.
A Lomé - Atakpamé vasútvonal 1908-ban épült, teljes hossza 167 km, ezt 1913-ban kezdték használni. Ez volt az egyetlen vasúti vonal, amelyet meghosszabbítottak a francia mandátum alatt.
A német gyarmati időszak végére 327 km hosszú vasúti vonal létezett Togóban. A Loméban összpontosuló, csillag alakú hálózat miatt az erőforrásokat gazdaságosan lehetett felhasználni, a járművek karbantartását egy központi műhelyben végezték. A kezelőszemélyzet főleg helyiekből állt. A mozdonyvezető azonban mindig német volt. A társaság nyelve német volt.

### Francia időszak
Az első világháború után Togót 2:1 arányban osztották fel Nagy-Britannia és Franciaország között. A teljes vasúthálózat az ország azon részén volt, amelyet Franciaország a Nemzetek Szövetségének megbízatásaként kezelt. A katonai megszállás ideje alatt, amely 1922-ig tartott, a vasút Togoland Military Railway (TMR) néven működött. A vasúti műveletek az Aranypart szomszédos vasútja, a Gold Coast Government Railways kezében voltak. Ezért ebben az időszakban a gördülőállományt elsősorban a brit gazdasági térségből szerezték be. 1922 után kapta meg a vasút az francia nyelvű nevét: Chemins de fer de Togo (CFT).
A franciaországi nemzetközi jog szerint a togói vasút kezelésére vonatkozó megbízás csak átmeneti volt, ezért Franciaország vonakodott befektetni Togo vasúti hálózatának fejlesztésébe. A francia gyarmati hatalom csak az 1930-as években bővítette a németek által átvett vasúti hálózatot. 1934-ben megnyitották a Blitta felé vezető vasútvonalat, amely a Lomé – Atakpamé vonalon indult, 113 km hosszúságban. Pénzhiány miatt a Sokonde felé tartó vasútépítés félbemaradt.
1946-ig a togói vasúton csak gőzmozdonyok üzemeltek. 1964-től jelentek meg a dízelmozdonyok.

## Vasúti kapcsolata más országokkal
Togo bár három másik országgal is határos, ám egyikkel sincs vasúti kapcsolatban.
- Burkina Faso - nincs - azonos nyomtávolság: 1000 mm
- Benin - nincs - azonos nyomtávolság: 1000 mm
- Ghána - nincs - eltérő nyomtávolság: 1000 mm / 1067 mm